# Dentinogênese imperfeita
Dentinogênese imperfeita (português brasileiro) ou dentinogénese imperfeita (português europeu) (Dentina opalescente hereditária) é uma doença genética do desenvolvimento dentário. Esta condição provoca descoloração de dentes (a maior parte das vezes em cores azul-cinza ou marrom-amarelo) e translúcido. Os dentes são também mais fracos do que o normal, tornando-os mais expostas ao desgaste rápido, quebra, e de perda. Estes problemas podem afetar dentes primários quanto dentes permanentes. É hereditária autossômica dominante em um padrão, o que significa uma cópia do gene modificado em cada célula é suficiente para causar a doença. Dentinogênese imperfeita afeta um número estimado de 1 entre 6000 e 8000 pessoas.

## Variedades
Tem-se descrito três tipos de dentinogêneses imperfeitas semelhantes.
Tipo IOcorre em pessoas que têm osteogênese imperfeita, uma condição genética na qual ossos frágeis quebram com facilidade. Isso normalmente é traço autossômico dominante com expressividade variável, mas podem ser recessivos se associado a osteogênese imperfeita do tipo recessiva.
Tipo IISem uma doença hereditária, ou seja, Osteogênese imperfecta. É um traço autossômico dominante e é, de fato, a mais comum das doenças autossômicas dominantes nos seres humanos. Algumas famílias com tipo II têm progressiva perda auditiva, além de anormalidades dentárias.
Tipo IIIEsse tipo de dentinogênese imperfeita foi identificado pela primeira vez em uma população de Brandywine, Maryland. Os investigadores acreditam que tipo II e tipo III podem ser o mesmo transtorno.
Mutações no gene DSPP foram identificados em pessoas com o tipo II e tipo III. No tipo I ocorre como parte de osteogênese imperfeita, que é causada por mutações em um dos vários outros genes. O gene DSPP fornece instruções para produção de três proteínas que são essenciais para o desenvolvimento normal dente. Estas proteínas estão envolvidas na formação de dentina. Mutações no gene DSPP podem afectar as proteínas feitas pelo gene, que conduz à produção anormal de dentina. 

## Características
Tipo 1 e 2 mostram obliteração total de dentina e polpa. A to tipo 3 mostra possui uma dentina fina e são geralmente conhecido como dentes de Shell. E estudo histológico, vê-se que os túbulos dentinários estão irregulares e são maiores em diâmetro. 